# Selingen
Selingen är en sjö i Ljusdals kommun i Hälsingland och ingår i Ljusnans huvudavrinningsområde. Sjön har en area på 0,612 kvadratkilometer och ligger 385 meter över havet.

## Delavrinningsområde
Selingen ingår i det delavrinningsområde (685218-147587) som SMHI kallar för Inloppet i Sättnässjön. Medelhöjden är 415 meter över havet och ytan är 23,92 kvadratkilometer. Räknas de 7 avrinningsområdena uppströms in blir den ackumulerade arean 68,01 kvadratkilometer. Dåasån (Mångån) som avvattnar avrinningsområdet har biflödesordning 4, vilket innebär att vattnet flödar genom totalt 4 vattendrag innan det når havet efter 186 kilometer. Avrinningsområdet består mestadels av skog (27 procent) och sankmarker (66 procent). Avrinningsområdet har 0,72 kvadratkilometer vattenytor vilket ger det en sjöprocent på 3 procent.